# Polyrhachis aspasia
Polyrhachis aspasia é uma espécie de formiga do gênero Polyrhachis, pertencente à subfamília Formicinae.